# Гасперони, Леоне
Леоне Гасперони (итал. Leone Gasperoni, родился 3 сентября 1974 года) — сан-маринский футболист, защитник.

## Биография
Выступал за клубы «Сан-Марино» и «Космос» (Серравалле) в чемпионате Сан-Марино, а также за итальянский клуб «Пьетракута». Выиграл чемпионат Сан-Марино в сезоне 2000/2001 и дебютировал в Кубке УЕФА в двухматчевой серии против венского «Рапида» (поражения 0:1, 0:2). За сборную Сан-Марино сыграл 8 официальных матчей, голами не отметился; за Сан-Марино выступал и на Средиземноморских играх 1997 года. Выступал под руководством Джорджо Леони и Массимо Бонини.